# André Capet
Pour les articles homonymes, voir Capet.
André Capet, né le 30 novembre 1939 à Couloisy et mort le 31 décembre 2000 à Avoriaz, est un homme politique français. Il est élu député du Pas-de-Calais à deux reprises dans la septième circonscription. Au cours de sa carrière politique, il est également conseiller régional du Nord-Pas-de-Calais et adjoint au maire de la ville de Calais.

## Biographie
Né le 30 novembre 1939 à Couloisy, André Capet entre en 1957 à la Caisse d'allocations familiales de Calais. Militant syndical FO à partir de 1966, André Capet entame une carrière politique en 1983. Il devient alors adjoint au maire communiste de Calais Jean-Jacques Barthe. Élu conseiller régional du Nord-Pas-de-Calais en 1986, il devient deux ans plus tard député socialiste de la septième circonscription du Pas-de-Calais, face à Yvan Blot. Battu cinq ans plus tard par Claude Demassieux, il reconquiert ce siège en 1997 et garde ce poste jusqu'à sa mort le 31 décembre 2000. À la suite de son décès, survenu le 31 décembre 2000 à Avoriaz, son suppléant Gilles Cocquempot lui succède à l'Assemblée nationale.
Père de trois enfants, son fils Yann devient à son tour député de la septième circonscription du Pas-de-Calais en 2012.